# Csikóvári-csőlyuk
A Csikóvári-csőlyuk a Duna–Ipoly Nemzeti Parkban található Pomázon lévő egyik barlang. Andezit-agglomerátumban keletkezett.

## Leírás
A Nagy-Csikóvár 556,4 méter tengerszint feletti magasságban található csúcsának a közelében, a csúcsrégió északkeleti részén, egy fokozottan védett területen, erdőben van a bejárata. A Pomáz belterületéről induló és a Nagy-Csikóvár tetejére tartó zöld háromszög jelzésű turistaút mellett nyílik. A nyílása egy körülbelül három méter magas sziklafal aljában van. A bejárata körülbelül 0,6 méter széles és 0,8 méter magas, horizontális tengelyirányú. A bejárata mellett jobbra egy emléktábla látható KRISTÓF EMLÉKÉRE / A KRISZTINÁSOK / 1984 szöveggel.
Miocén andezit-agglomerátumban jött létre. Monostori András szerint valószínűleg egy szingenetikus fumarolabarlang esetleg szolfatara, vagy mofetta kürtője. A csőbarlang a gáz- és gőzkifúvás miatt alakult ki. Kovács Richárd szerint posztgenetikus barlang és mállással keletkezett tektonikus elmozdulás mentén. Kondenz borsókövek vannak a barlangban.
A járata a bejárati sziklafalra merőleges irányban és körülbelül vízszintesen helyezkedik el, három méter hosszú, körülbelül 40–70 centiméter átmérőjű és kör, valamint ovális keresztmetszetű. A csőlyuk környékén még több, néhány centiméter átmérőjű, leginkább a réteghatárok mentén keletkezett, kifúvásos üreg található. Barlangjáró alapfelszereléssel járható. Lámpa használata ajánlott.
Előfordul irodalmában Csikóvári-csőbarlang (Monostori 2000) néven is.

## Kutatástörténet
Először Monostori András írta le a barlangot és közölt fényképeket a barlangról az MKBT Vulkánszpeleológiai Kollektívájának 2000. évi évkönyvében. A Csikóvár geomorfológiai jelenségeiről szóló szakdolgozatához kapcsolódó terepbejárás során bukkant rá. A leírás szerint négy méter becsült hossza. 2006. szeptember 30-án Kovács Richárd, az Ariadne Karszt- és Barlangkutató Egyesület tagja vizsgálta meg és mérte fel a barlangot. A felmérés alapján szerkesztett egy alaprajzi barlangtérképet és egy hossz-szelvényt ábrázoló barlangtérképet egy keresztmetszettel. Vizsgálatának eredményeit a barlang nyilvántartólapján írta le. A barlangtérkép szerint a barlang három méter hosszú és 80 centiméter magas.
2010. április 21-én Mocsári Attila kereste fel a barlangot és készítette el alaprajzi barlangtérkép-vázlatát, valamint hosszmetszeti barlangtérkép-vázlatát. A felmérés alapján a barlang 2,1 méter hosszú. Mocsári Attila kutatásának eredményei az MKBT Vulkánszpeleológiai Kollektívájának 2010. évi évkönyvében jelentek meg. Az ismertetéshez tartozik egy Eszterhás István által szerkesztett helyszínrajz a barlang helyének feltüntetésével. A 2014. évi Karsztfejlődésben megjelent tanulmányban az olvasható, hogy Pomázon, a Kis-Csikóvár csúcsrégiójában van az exhalációs keletkezésű Csikóvári-csőbarlang, amely 2,1 m hosszú és 0,8 m magas. A Visegrádi-hegység 101 barlangjának egyike.